# Søllerød Kommune
| Strukturdaten       | Strukturdaten     |
| ------------------- | ----------------- |
| Sitz der Verwaltung | Holte             |
| Fläche              | 39,77 km²         |
| Einwohner           | 31.920 (2006)     |
| Kommune seit 2007   | Rudersdal Kommune |

Søllerød Kommune war bis Dezember 2006 eine dänische Kommune im damaligen Københavns Amt im Nordosten der Hauptinsel Seeland. Seit Januar 2007 ist sie zusammen mit der ehemaligen Kommune Birkerød Teil der neugebildeten Rudersdal Kommune. Søllerød Kommune lag im nördlichen Vorortbereich von Kopenhagen und umfasste die Orte Holte (Sitz der Verwaltung), Øverød, Gammel Holte, Nærum, Trørød, Vedbæk und Skodsborg.

## Entwicklung der Einwohnerzahl
- 9. November 1970 - 31.121
- 1. Januar 1972 - 31.897
- 1. Januar 1980 - 31.920
- 1. Januar 1985 - 31.422
- 1. Januar 1990 - 30.758
- 1. Januar 1995 - 30.825
- 1. Januar 1999 - 31.274
- 1. Januar 2000 - 31.362
- 1. Januar 2003 - 31.494
- 1. Januar 2005 - 31.691
- 1. Januar 2006 - 31.920

## Persönlichkeiten
- Lars P. Jensen (1909–1986), Politiker
- Åse Lund Jensen (1920–1977), Strickdesignerin
- Lily Carlstedt, verheiratete Kelsby (1926–2002), Speerwerferin, Bronzemedaillengewinnerin bei Olympia
- Henning Petersen (* 1939), Radrennfahrer